# Limulunga
Limulunga  este una dintre cele două reședințe folosite de către Litunga, regele etniei Lozi. Acesta, situat într-o zonă înaltă, la marginea luncii Barotse și la o distanță de 21 km de cursul de apă este folosit de rege în timpul sezonului ploios, iar Lealui în timpul sezonului secetos. Trecerea anuală de la o reședință la alta este celebrată în timpul festivalului Kuomboka.